# Le Clan des Lanzac
Pour plus de détails, voir Fiche technique et Distribution.
Le Clan des Lanzac est un téléfilm français réalisé par Josée Dayan, diffusé en deux parties les 8 et 15 juin 2013 sur France 3.

## Synopsis
Élisabeth Lanzac dirige une société spécialisée dans le bois. Son fils aîné qui devait en prendre la succession meurt. La famille va se déchirer pour la direction de la société.

## Technique
- Réalisation : Josée Dayan
- Scénario : Philippe Besson
- Production : France 3, Gaspard de Chavagnac, Passionfilms, Ango Productions, Josée Dayan, Alban Etienne, Sébastien Pavard
- Musique : Catherine Lara
- Montage : Yves Langlois, Florence Leconte
- Durée : 190 minutes
- Dates de diffusion :
  - 1re partie : 8 juin 2013
  - 2e partie : 15 juin 2013

## Distribution
- Fanny Ardant : Élisabeth Lanzac
- Muriel Robin : Anne Lanzac
- Claire Nebout : Laurence Verneuil
- Jérôme Kircher : François Lanzac
- Christopher Thompson : Nicolas Lanzac
- Assaad Bouab : Brahim Hassani
- Serge Hazanavicius : Fabrice Moulin
- Florence Darel : Angélique Lanzac
- Irène Jacob : Valérie Lanzac
- Jean-Michel Martial : Aristide
- Jacques Spiesser : Michel Duvert
- François Civil : Julien Verneuil
- Samuel Mercer : Barthélemy Lanzac
- Corinne Masiero : Suzanne Bernier